# Елстертребниц
Елстертребниц (њем. Elstertrebnitz) општина је у њемачкој савезној држави Саксонија. Једно је од 41 општинског средишта округа Лајпциг. Према процјени из 2010. у општини је живјело 1.429 становника. Посједује регионалну шифру (AGS) 14729100.

## Географски и демографски подаци
Елстертребниц се налази у савезној држави Саксонија у округу Лајпциг. Општина се налази на надморској висини од 129 метара. Површина општине износи 11,7 km². У самом мјесту је, према процјени из 2010. године, живјело 1.429 становника. Просјечна густина становништва износи 123 становника/km².